# 2-pentanamina
La 2-pentanamina es una amina primaria con fórmula molecular C5H13N.
- Datos: Q5651245
- Multimedia: 2-Pentylamine / Q5651245